# Cesny-les-Sources
Cesny-les-Sources est une commune française située dans le département du Calvados en région Normandie, peuplée de 1 415 habitants. Elle est créée le 1er janvier 2019 par la fusion de cinq communes, sous le régime juridique des communes nouvelles. Les communes de Cesny-Bois-Halbout, Acqueville, Angoville, Placy et Tournebu deviennent des communes déléguées.

## Géographie
| Croisilles    | Espins Fresney-le-Vieux | Moulines                  |
| Esson         | Cesny-les-Sources       | Fontaine-le-Pin           |
| Donnay Meslay | Martainville Bonnœil    | Ussy Saint-Germain-Langot |

### Hydrographie
La commune est située dans le bassin Seine-Normandie. Elle est drainée par la Laize, le ruisseau de Traspy, le ruisseau du Pont de Combray, le ruisseau du Grand Etang, le Brouille, le ruisseau de Bactot, un bras 01 de la commune de Placy, le fossé 01 des Courts Genêts, le Brouillé, le ruisseau de Martainville, le ruisseau des Trois Monts, le cours d'eau 01 de la Tourelle, le cours d'eau 01 du Pont Fradel et divers autres petits cours d'eau,.
La Laize, d'une longueur de 32 km, prend sa source dans la commune de Martigny-sur-l'Ante et se jette  dans l'Orne à Laize-Clinchamps, après avoir traversé 15 communes. 

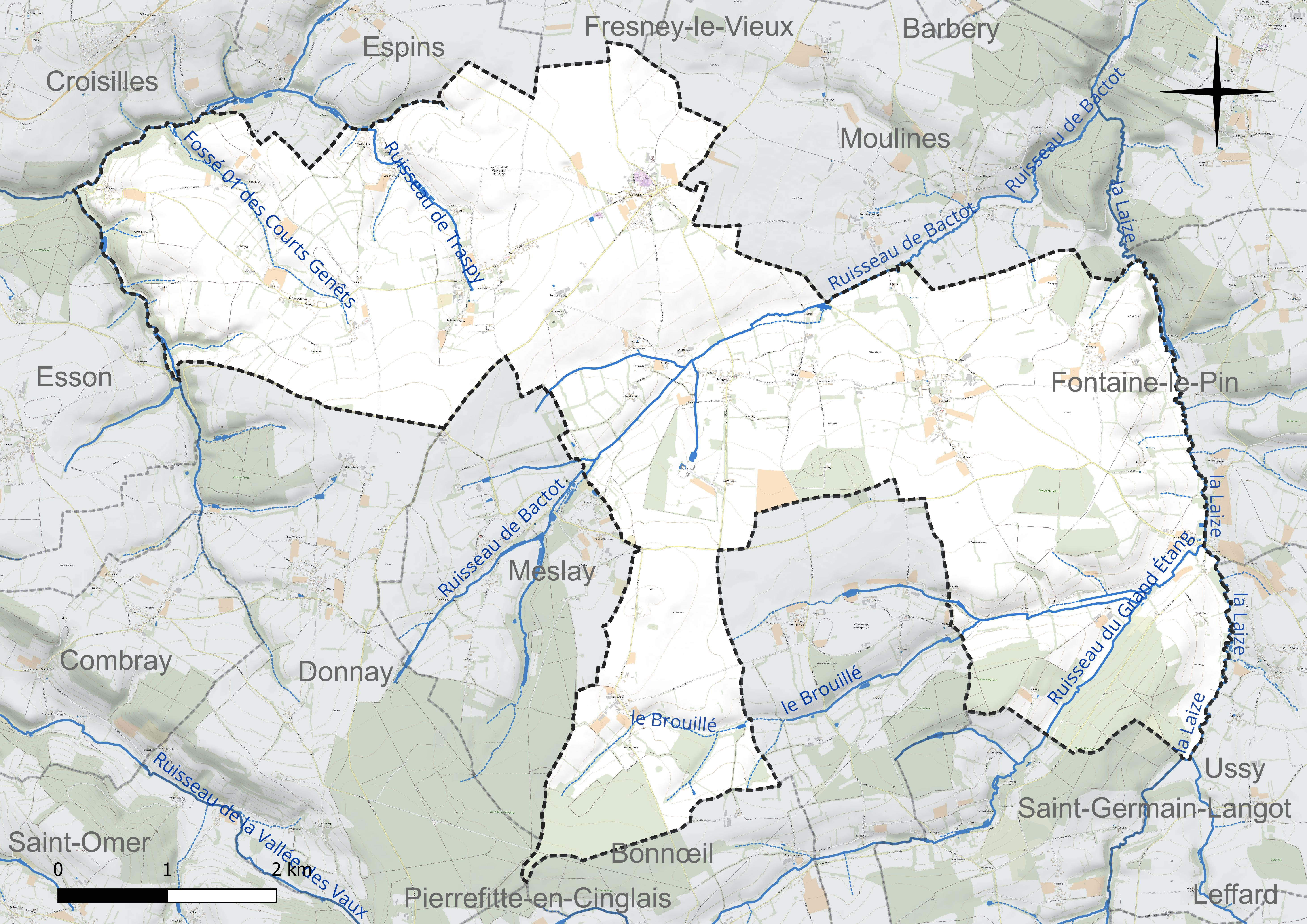
Réseau hydrographique de Cesny-les-Sources.

### Climat
Pour des articles plus généraux, voir Climat de la Normandie et Climat du Calvados.
En 2010, le climat de la commune est de type climat océanique franc, selon une étude du CNRS s'appuyant sur une série de données couvrant la période 1971-2000. En 2020, Météo-France publie une typologie des climats de la France métropolitaine dans laquelle la commune est exposée à un climat océanique et est dans la région climatique Normandie (Cotentin, Orne), caractérisée par une pluviométrie relativement élevée (850 mm/a) et un été frais (15,5 °C) et venté. Parallèlement le GIEC normand, un groupe régional d'experts sur le climat, différencie quant à lui, dans une étude de 2020, trois grands types de climats pour la région Normandie, nuancés à une échelle plus fine par les facteurs géographiques locaux. La commune est, selon ce zonage, exposée à un « climat contrasté des collines », correspondant au Bocage normand, bien arrosé, voire très arrosé sur les reliefs les plus exposés au flux d'ouest, et frais en raison de l'altitude.
Pour la période 1971-2000, la température annuelle moyenne est de 10,1 °C, avec  une amplitude thermique annuelle de 12,6 °C. Le cumul annuel moyen de précipitations est de 829 mm, avec 12,5 jours de précipitations en janvier et 7,8 jours en juillet. Pour la période 1991-2020, la température moyenne annuelle observée sur la station météorologique la plus proche, située sur la commune de Fresney-le-Vieux à 2 km à vol d'oiseau, est de 10,8 °C et le cumul annuel moyen de précipitations est de 826,3 mm,. Pour l'avenir, les paramètres climatiques de la commune estimés pour 2050 selon différents scénarios d'émission de gaz à effet de serre sont consultables sur un site dédié publié par Météo-France en novembre 2022.

## Urbanisme

### Typologie
Au 1er janvier 2024, Cesny-les-Sources est catégorisée commune rurale à habitat dispersé, selon la nouvelle grille communale de densité à 7 niveaux définie par l'Insee en 2022.
Elle est située hors unité urbaine. Par ailleurs la commune fait partie de l'aire d'attraction de Caen, dont elle est une commune de la couronne,. Cette aire, qui regroupe 296 communes, est catégorisée dans les aires de 200 000 à moins de 700 000 habitants,.

## Toponymie
Cesny est attesté sous les formes Cierneio entre 1164 et 1205, Cidernaium en 1217, de Cerneio en 1244, Cesny en Cingueleis en  1362.
Formé sur l'anthroponyme gallo-romain Ceternius, Carisius ou Ceretius[source insuffisante]
Le déterminant les-Sources fait référence à celles du ruisseau du Traspy et du bras du Bactot qui prennent leurs origines dans le territoire de la commune.

## Histoire
La commune nouvelle est formée de la réunion des communes d'Acqueville, Angoville, Cesny-Bois-Halbout, Placy et Tournebu. La création de cette commune a été actée pour 1er janvier 2019 par un arrêté préfectoral du 24 septembre 2018.

## Politique et administration

### Liste des maires
| Période      | Période  | Identité     | Étiquette | Qualité                    |
| ------------ | -------- | ------------ | --------- | -------------------------- |
| janvier 2019 | En cours | Renny Perrin |           | Infirmier libéral retraité |

### Communes déléguées
| Nom                        | Code Insee | Intercommunalité          | Superficie (km2) | Population (dernière pop. légale) | Densité (hab./km2) |
| -------------------------- | ---------- | ------------------------- | ---------------- | --------------------------------- | ------------------ |
| Cesny-Bois-Halbout (siège) | 14150      | CC Cingal-Suisse Normande | 6,66             | 600 (2016)                        | 90                 |
| Acqueville                 | 14002      | CC Cingal-Suisse Normande | 6,65             | 190 (2016)                        | 29                 |
| Angoville                  | 14013      | CC Cingal-Suisse Normande | 3,72             | 28 (2016)                         | 7,5                |
| Placy                      | 14505      | CC Cingal-Suisse Normande | 5,46             | 160 (2016)                        | 29                 |
| Tournebu                   | 14703      | CC Cingal-Suisse Normande | 11,4             | 350 (2016)                        | 31                 |

## Population et société

### Démographie
L'évolution du nombre d'habitants est connue à travers les recensements de la population effectués dans la commune depuis sa création.
En 2022, la commune comptait 1 415 habitants, en évolution de +6,55 % par rapport à 2016 (France hors Mayotte : +2,11 %).
| 2015  | 2020  | 2022  |
| ----- | ----- | ----- |
| 1 328 | 1 365 | 1 415 |

## Culture locale et patrimoine

### Lieux et monuments
- Église Saint-Aubin d'Acqueville.
- Église Sainte-Anne d'Angoville.
- Église Saint-Firmin de Placy.
- Église Saint-Hilaire de Tournebu.
- Église de l'Assomption-de-Notre-Dame de Cesny-Bois-Halbout.
- Chapelle de l'hospice Saint-Jacques de Bois-Halbout.
- Château de la Motte
- château de Tournebu